# Richard Dix
Pour les articles homonymes, voir Dix (homonymie).
Richard Dix est un acteur américain né le 18 juillet 1893 à St. Paul, Minnesota (États-Unis), mort le 20 septembre 1949 à Los Angeles (Californie).

## Filmographie

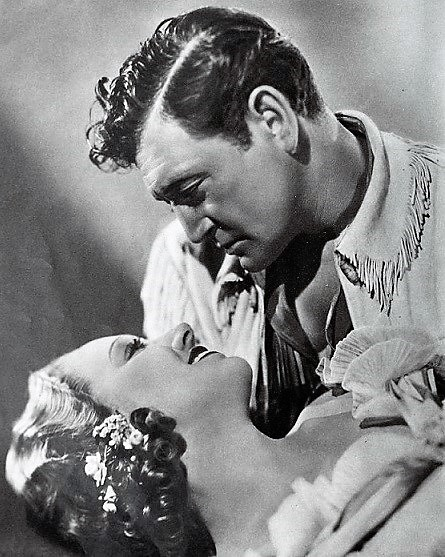
Richard Dix et Leila Hyams dans ' en 1936.

- 1917 : One of Many : James Lowery (butler)
- 1921 : Not Guilty : Paul / Arthur Ellison (twins)
- 1921 : All's Fair in Love (en) : Bobby Cameron
- 1921 : Tournant dangereux (Dangerous Curve Ahead) de E. Mason Hopper : Harley Jones
- 1921 : The Poverty of Riches (en) de Reginald Barker : John Colby
- 1922 : The Glorious Fool : Billy Grant
- 1922 : Yellow Men and Gold : Parrish
- 1922 : Fools First : Tommy Frazer
- 1922 : The Wall Flower : Walt Breen
- 1922 : The Bonded Woman (en) : Lee Marvin
- 1922 : The Sin Flood : Bill Bear
- 1923 : Calvaire d'apôtre (The Christian) : John Storm
- 1923 : Quicksands : Lieutenant Bill
- 1923 : Âmes à vendre (Souls for Sale)  de Rupert Hughes : Frank Claymore
- 1923 : La Femme aux quatre masques (The Woman with Four Faces) : Richard Templar
- 1923 : La Conquête d'un cœur (Racing Hearts) de Paul Powell : Robby Smith
- 1923 : Jusqu'au dernier homme (To the Last Man) de Victor Fleming : Jean Isbel
- 1923 : Les Dix Commandements (The Ten Commandments) de Cecil B. DeMille : John McTavish
- 1923 : L'Appel de la vallée (The Call of the Canyon) : Glenn Kilbourne
- 1924 : The Stranger (en) : Larry Darrant
- 1924 : Icebound (en) : Ben Jordan
- 1924 : L'Obsession du devoir (Unguarded Women) : Douglas Albright
- 1924 : Sinners in Heaven : Alan Croft
- 1924 : Manhattan (en) : Peter Minuit
- 1925 : Too Many Kisses (en) : Richard Gaylord, Jr
- 1925 : A Man Must Live (en) : Geoffrey Farnell
- 1925 : The Shock Punch (en) : Randall Lee Savage
- 1925 : Men and Women : Will Prescott
- 1925 : Champion 13 (The Lucky Devil) : Randy Farnum
- 1925 : La Race qui meurt (The Vanishing American) : Nophaie
- 1925 : L'Illusion perdue (Womanhandled) : Bill Dana
- 1926 : Let's Get Married : Billy Dexter
- 1926 : Son fils avait raison (Fascinating Youth) : Guest
- 1926 : Say It Again (en) : Bob Howard
- 1926 : The Quarterback : Jack Stone
- 1927 : Paradise for Two : Steve Porter
- 1927 : Knockout Reilly (en) : Dundee 'Knockout' Reilly
- 1927 : Volonté (Man Power) de Clarence G. Badger : Tom Roberts
- 1927 : Shanghai Bound (en) : Jim Bucklin
- 1927 : Caballero (The Gay Defender) de Gregory La Cava : Joaquin Murrieta
- 1928 : Sporting Goods de Malcolm St. Clair : Richard Shelby
- 1928 : Easy Come, Easy Go (en) : Robert Parker
- 1928 : Pan dans le mille (Warming Up) de Fred C. Newmeyer : Bert Tulliver
- 1928 : Son voyage en Chine (Moran of the Marines) : Michael Moran
- 1929 : Le Docteur Amour (The Love Doctor) de Melville W. Brown : Dr. Gerald Summer
- 1929 : Le Peau-rouge (en)/Le Réprouvé (Redskin) : Wingfoot
- 1929 : Nothing But the Truth : Robert Bennett
- 1929 : The Wheel of Life (en) de Victor Schertzinger : le captiaine Leslie Yeullet
- 1929 : Seven Keys to Baldpate (en) : William Halliwell Magee
- 1930 : Lovin' the Ladies (en) : Peter Darby
- 1930 : Shooting Straight (en) : Larry Sheldon
- 1931 : La Ruée vers l'Ouest (Cimarron) de Wesley Ruggles : Yancey Cravat
- 1931 : Son gosse (Young Donovan's Kid) de Fred Niblo : Jim Donovan
- 1931 : The Public Defender de J. Walter Ruben : Pike Winslow
- 1931 : Secret Service (en) de J. Walter Ruben : Captain Lewis Dumont
- 1932 : 4 de l'aviation (The Lost Squadron) de George Archainbaud : Capt. 'Gibby' Gibson
- 1932 : Roar of the Dragon (en) de Wesley Ruggles : Captain Chauncey Carson
- 1932 : Au seuil de l'enfer (Hell's Highway) de Rowland Brown et John Cromwell : Frank 'Duke' Ellis
- 1932 : Les Conquérants (The Conquerors) de William Wellman : Roger Standish / Roger Standish Lennox
- 1933 : Le Fascinateur (The Great Jasper) de J. Walter Ruben : Jasper Horn
- 1933 : No Marriage Ties (en) de J. Walter Ruben : Bruce Foster
- 1933 : Ace of Aces (en) de J. Walter Ruben : 2nd Lt. Rex « Rocky » Thorne
- 1933 : Day of Reckoning (en) de Charles Brabin : John Day
- 1934 : Stingaree de William A. Wellman : Stingaree aka Mr. Smithson
- 1934 : His Greatest Gamble (en) de John S. Robertson : Phillip Eden
- 1934 : West of the Pecos (en) de Phil Rosen : Pecos Smith
- 1935 : The Arizonian de Charles Vidor : Clay Tallant
- 1935 : The Tunnel (en) : Richard « Mack » McAllan
- 1936 : Yellow Dust (en) de Wallace Fox : Bob Culpepper
- 1936 : Special Investigator (en) de Louis King : William « Bill » Fenwick, alias Richard « Dick » Galt
- 1936 : Devil's Squadron (en) de Erle C. Kenton : Paul Redmond
- 1937 : La Danseuse de San Diego (en) (The Devil's Playground) : Jack Dorgan
- 1937 : The Devil Is Driving (en) : Paul Driscoll
- 1937 : It Happened in Hollywood (en) : Tim Bart
- 1938 : Blind Alibi (en)  : Paul Dover
- 1938 : Sky Giant (en) : Capt. W.R. « Stag » Cahill
- 1939 : Twelve Crowded Hours (en) : Nick Green
- 1939 : Man of Conquest : Sam Houston
- 1939 : Le Père prodigue (Here I Am a Stranger) : Duke Allen
- 1939 : Reno (en) : Bill Shear, aka William 'Bill' Shayne
- 1940 : The Marines Fly High (en) de Benjamin Stoloff et George Nichols Jr. : Lt. Danny Darrick
- 1940 : Men Against the Sky (en) de Leslie Goodwins : Phil Mercedes
- 1940 : Cherokee Strip : Marshal Dave Morrell
- 1941 : The Roundup : Steve Payson
- 1941 : Badlands of Dakota (en) : Wild Bill Hickok
- 1942 : Tombstone: The Town Too Tough to Die (en) de William C. McGann : Wyatt Earp
- 1942 : Far West (American Empire) : Dan Taylor
- 1943 : Eyes of the Underworld (en) : The Chief, Richard Bryan
- 1943 : La Vallée infernale (Buckskin Frontier) de Lesley Selander : Stephen Bent
- 1943 : Le Cavalier du Kansas (The Kansan) : John Bonniwell
- 1943 : Top Man : Tom Warren
- 1943 : Le Vaisseau fantôme (The Ghost Ship) de Mark Robson : Capitaine Will Stone
- 1944 : The Whistler (en) : Earl C. Conrad
- 1944 : The Mark of the Whistler (en) : Lee Selfridge Nugent
- 1945 : The Power of the Whistler (en) : William Everest
- 1945 : Voice of the Whistler (en) : John Sinclair aka John Carter
- 1946 : Mysterious Intruder (en) : Don Gale
- 1946 : Le Baiser de la mort (The Secret of the Whistler) de George Sherman : Ralph Harrison
- 1947 : The Thirteenth Hour de William Clemens : Steve Reynolds